# Abigail Fillmore
Abigail Powers Fillmore (n. 13 martie 1798, New York, SUA – d. 30 martie 1853, Washington, D.C., District of Columbia, SUA) a fost soția lui Millard Fillmore, Președinte al Statelor Unite ale Americii. A fost Prima Doamnă a Statelor Unite ale Americii între 1850 și 1853.